# Louis Saha
Louis Laurent Saha (París, 8 d'agost de 1978) és un futbolista professional francès. Ocupa la posició de davanter i juga al Tottenham Hotspur FC de la Premier League.

## Trajectòria
Saha va començar la seva carrera professional al FC Metz francès dos anys després va fitxar pel Newcastle United en qualitat de cedit, a la següent temporada va tornar al Metz on només va quedar una temporada. Després va fitxar pel Fulham FC on era titular indiscutible, aquell mateix any van aconseguir l'ascens a la Premier League. La seva manera de jugar va cridar l'atenció al Manchester United FC, que finalment el va acabar fitxant per £ 12.400.000 al mercat d'hivern de la temporada 2003-2004.
En tota la seva estada al Manchester United va patir diverses lesions, però això no li va privar de guanyar la Premier League dues vegades, la Carling Cup el 2006 i la Champions League el 2008. Després quatre anys i mig a Manchester va fitxar per l'Everton FC on només va poder arribar una vegada a alguna final la de la FA Cup de la temporada 2008-2009, on va tenir el rècord d'anotar el gol més ràpid a aquesta competició.
Al mercat d'hivern de la temporada 2011-2012 va fitxar pel Tottenham Hotspur FC, la 2012-2013 pel Sunderland AFC i en febrer de 2013 pel Lazio, on es va retrar en a final de la temporada.

## Internacional
Va debutar amb la selecció francesa de futbol el 18 de febrer de 2004 davant la selecció de Bèlgica on va guanyar França per 2-0. Va ser seleccionat per jugar l'Eurocopa 2004 i la Copa Mundial de la FIFA 2006, on el seu equip va perdre la final davant Itàlia a la tanda de penals.